# 碳沙文主義

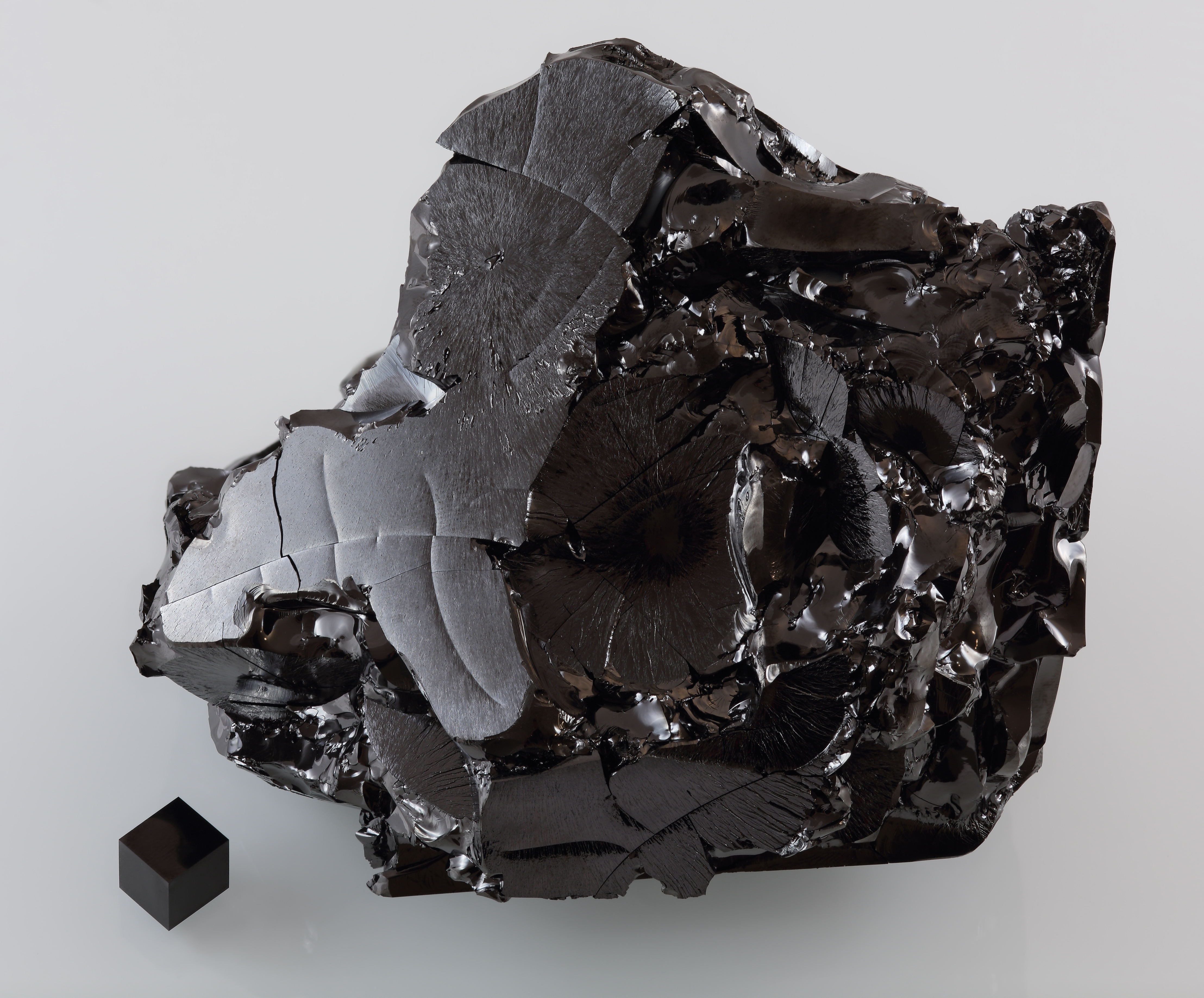
一塊玻璃碳

碳沙文主義（英語：Carbon chauvinism）是一個新詞，其意涵為質疑目前基於碳的化學與熱力學性質，質疑外星生命皆由以碳為骨架的有機物構成的假說之真實性。

## 觀念
「碳沙文主義」這個專有名詞最早在1973年被使用。卡爾·薩根描述了這個想法並認為碳沙文主義與其他人類中心主義限制了我們對於地外生命可能性的想像。此理論認為身為以碳為主體的生物，尚未接觸任何地外生命的人類很難憑空想像截然不同的生化理論。
1999年，Reason雜誌的一篇文章討論了微调的宇宙的概念，肯尼斯·西爾伯（Kenneth Silber）引用了一段天體物理學家斯滕格爾（Victor J. Stenger）對碳素沙文主義的描述：
斯滕格爾表示，我們沒有理由認為生命只有一種可能。我們對於我們宇宙中生命的了解實在太少了，遑論其他宇宙，這麼少的了解不足以得到這樣的結論。斯滕格爾駁斥了認為生命必須以碳為主體的碳沙文主義，因為其他元素，例如矽，也能構成相當複雜的結構。斯滕格爾進一步提出了認定無論如何物質都是由分子組成的「分子沙文主義」，在另一個宇宙，原子核與其他結構可能以一種截然不同的形式組合。——斯滕格爾，1999年7月Reason雜誌
There is no good reason, says Stenger, to "assume that there's only one kind of life possible" - we know far too little about life in our own universe, let alone "other" universes, to reach such a conclusion. Stenger denounces as "carbon chauvinism" the assumption that life requires carbon; other chemical elements, such as silicon, can also form molecules of considerable complexity. Indeed, Stenger ventures, it is "molecular chauvinism" to assume that molecules are required at all; in a universe with different properties, atomic nuclei or other structures might assemble in totally unfamiliar ways.——Victor J. Stenger，Reason, July 1999

## 碳的替代物
矽與碳一樣可以和其他原子構成4個穩定的化學鍵。甲矽烷聚合物等長鏈分子和對地球生物至為重要的烴類構形十分類似。矽的化學活性比碳還大，這種特色可能對其在極端寒冷的環境存在提供優勢。然而甲矽烷在氧氣存在時會自燃，所以一個含有氧氣的大氣層內或以水為主要溶劑的環境不可能有以矽為主體的生物存活。所以可能含有以矽為主體生物的環境必須要非常寒冷，缺乏氧氣與水但擁有另一種適合的溶劑，例如液態甲烷（在土星的衛星泰坦星即是如此）或其他甲基化合物。流星、彗星和星雲中含有大量的烴類，它們的矽類似物則尚未在自然界被發現。
但矽原子之間可以由氧原子結合，組成一維、二維或三維的聚合物，稱為矽酸鹽，在地球環境大量且穩定的存在，並成為有機物出現前，生命起源的假說之一（即粘土假说）。

## 批評
認為碳是宇宙所有生物的主要成分的觀點最主要的主張是其他形式的生命（如以矽為主體的生命）目前皆不能由科學方法驗證，且目前仍未發現長矽鏈化合物的存在，卻常在隕石中發現長碳鏈的有機物，表示以碳為主體的生命比以矽為主體的生命發生的可能性更高。